# Vilhelmina (comune)
Vilhelmina è un comune svedese di 7 144 abitanti, situato nella contea di Västerbotten. Il suo capoluogo è la cittadina omonima.

## Altro
- Wikimedia Commons contiene immagini o altri file su Vilhelmina